# Micromyzella eliei
Micromyzella eliei är en insektsart som beskrevs av Remaudière, G. 1985. Micromyzella eliei ingår i släktet Micromyzella och familjen långrörsbladlöss. Inga underarter finns listade i Catalogue of Life.